# Phoenicocoris modestus
Phoenicocoris modestus är en insektsart som först beskrevs av Meyer-dür 1843.  Phoenicocoris modestus ingår i släktet Phoenicocoris och familjen ängsskinnbaggar. Arten är reproducerande i Sverige. Inga underarter finns listade i Catalogue of Life.